# Komiśniak

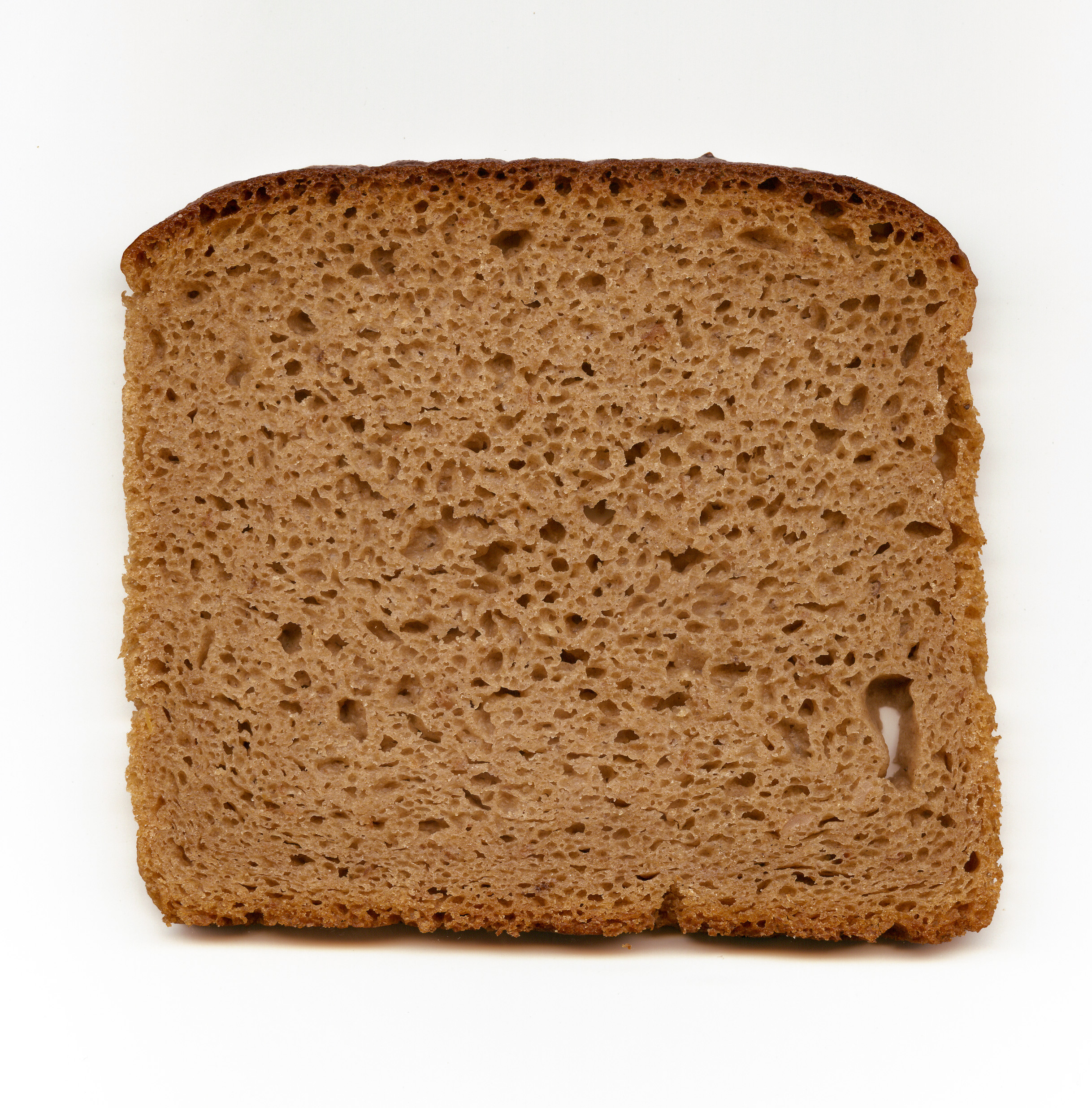
Komiśniak charakteryzuje się dość zbitą strukturą i skórką występującą jedynie z jednej strony

Komiśniak (dawniej także chleb kommisowy lub komiśny; z niem. Kommissbrot lub Kommißbrot) – rodzaj ciemnego, razowego chleba z mieszaniny mąki żytniej z innymi dodatkami, tradycyjnie wydawanego jako racje wojskowe.
Komiśniak to najczęściej ciemny, razowy chleb z mąki żytniej na zakwasie. Ma zwartą, ale nie sztywną skórkę. Wypiekany jest w prostopadłościennych formach, przez co skorupka tworzy się jedynie na wierzchniej warstwie. Charakteryzuje się wyjątkowo długim okresem przechowywania i przydatności do spożycia.

## Historia
W krajach niemieckich od XVI wieku używano słowa Kommiß jako określenia jednostki wojskowej, stąd słowo Kommißbrot pojawiło się jako określenie każdego rodzaju pieczywa wypiekanego na potrzeby wojska. Z czasem termin pojawił się w językach innych krajów Europy Środkowej, m.in. jako holenderski commiesbrood, a w połowie XVIII wieku jako czeski komisárek. Z czeskiego termin przedostał się do gwar południowokresowych, małopolskich, wreszcie w końcu XIX wieku do polszczyzny innych regionów kraju. W połowie XIX wieku chleb ten stał się nieodłączną częścią racji wojskowych w krajach niemieckich, w tym także w Austro-Węgrzech.
Wartość odżywczą, wpływ na zdrowie żołnierzy i optymalną technologię wyrobu komiśniaków wojskowych badali m.in. Wilhelm Prausnitz (w 1893) oraz Wenceslaus Plagge i Georg Lebbin (w 1897) . W czasie obu wojen światowych badaniem chleba niemieckiej armii zajmowali się zarówno naukowcy niemieccy, jak i pochodzący z państw walczących po przeciwnej stronie frontu.
Przeprowadzone przez Arthura Scheunerta w 1936 badania wykazały, że niemiecki komiśniak wojskowy w zupełności pokrywa dzienne zapotrzebowanie człowieka na witaminę B1 . Jako że wypiekany jest z mąki z pełnego ziarna, zawiera także duże ilości witaminy E. Tymczasem białe pieczywo produkowane w cywilnych piekarniach było zupełnie pozbawione witamin, chyba że dodawano je sztucznie.

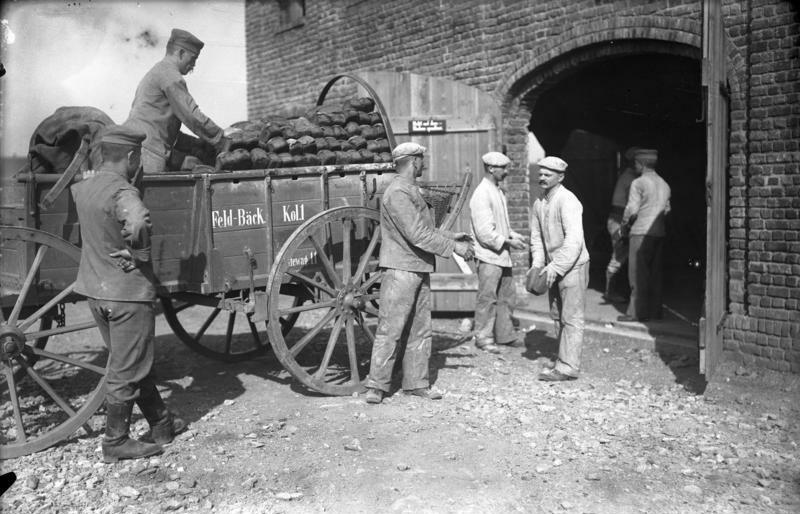
Załadunek chleba komiśnego na wóz w piekarni polowej. Wervik w Belgii, lipiec 1916 roku.

Podczas I wojny światowej chleb ten stanowił podstawę wyżywienia wojsk niemieckich i austro-węgierskich walczących w okopach, jednak z uwagi na niedobory mąki kuchnie kompanijne często dodawały do ciasta substytutów, jak na przykład pyłu drzewnego. Komiśniak był także podstawą wyżywienia wielu armii podczas II wojny światowej . Na każdego niemieckiego żołnierza przypadało 750 g tego chleba dziennie; był to podstawowy produkt żywnościowy dostarczany żołnierzom na froncie – ustępował jedynie ziemniakom, których dzienna racja wynosiła od 800 g do kilograma, w zależności od wieku i stopnia żołnierza. Taki sam chleb, pod odziedziczoną po Austro-Węgrzech niemiecką nazwą, wydawano także żołnierzom armii Węgier.
Po Wielkiej Wojnie komiśniak stał się powszechnie dostępny także w cywilnych piekarniach, jednak najczęściej recepturę modyfikowano, by końcowy produkt był lżejszy i miększy.

## Komiśniak w kulturze
Produkowany w latach 20. XX wieku samochód Hanomag 2/10 PS zyskał przezwisko „Kommissbrot” ze względu na kanciasty kształt przywodzący na myśl bochenek komiśniaka wojskowego.
W austriackim filmie dokumentalnym Cooking History Petera Kerekesa, kommissbrot pojawia się jako ilustracja stopnia komplikacji logistyki wojskowej aprowizacji. Autorzy filmu wyliczają w nim, że dla zapewnienia 18 milionom żołnierzy służących w Wehrmachcie podczas II wojny światowej dziennej racji chleba konieczne było 4500 ton mąki, 1350 ton drożdży, 2 385 000 litrów wody, 1575 ton zakwasu i proporcjonalna „szczypta soli”.